# Costa!!
Costa!! is een Nederlandse film uit 2022. De film is een opzichzelfstaand vervolg van Costa! en waar alleen Katja Schuurman als Frida uit de eerste film terugkeert. De film zou oorspronkelijk net als de film in 2001 "Costa!" gaan heten, maar werd later met een extra uitroepteken aangevuld om zo aan te tonen dat dit de tweede film is.

## Verhaal
Anna, de dochter van Frida, heeft al jaren als wens om samen met haar moeder naar Spanje te gaan om te kijken waar haar moeder in haar jongere jaren als propper werkte voor de grote club Costa!. Hoewel haar moeder het elk jaar afwimpelt, onthoudt Anna echter wel haar belofte van haar moeder. Wanneer Anna samen met haar beste vriendin een verkeerde ticket heeft geboekt voor hun backpack vakantie in Azië, besluiten ze de stoute schoenen aan te trekken en gaan ze naar Anna's biologische vader Thomas in Spanje die nog steeds, inmiddels als eigenaar, actief werkzaam is voor de Costa!.
Eenmaal aangekomen in Spanje blijkt de Costa! niet meer zo te zijn als uit de verhalen die Anna van haar beide moeders over de Costa! hoorde. De Costa! is verouderd en vervallen. Thomas heeft nadat hij eigenaar is geworden niks veranderd en werkt nog op dezelfde manier als twintig jaar geleden. Anna besluit om samen met Bibi en huidige proppers om de Costa! weer op de kaart te zetten.
Anna geeft de Costa! op voor "The Battle of the Bars", waarbij elke club zich staande moeten houden in drie verschillende rondes om zo uiteindelijk 25.000 euro te winnen die de Costa! kan gebruiken om te investeren in de toekomst.

## Rolverdeling
- Abbey Hoes als Anna
- Stephanie van Eer als Bibi
- Soy Kroon als Raúl
- Oscar Aerts als Mike
- Sinan Eroglu als Kay
- Lisa Zweerman als Esmee
- Ella-June Henrard als Monica
- Roeland Fernhout als Thomas
- Tina de Bruin als Trudie
- Katja Schuurman als Frida

Zoey Ivory speelt Marieke die in Spanje samen met haar dance-crew haar kost verdient als straatdanseres. Daarnaast zijn er cameorollen voor Roué Verveer als Ronald de man van Trudie en vader van Bibi. Nick Golterman als propper voor de "Battle of the Bars", Maik de Boer als de vader van Mike, Jamie Trenité als sexy barman, Manuel Broekman als dj en Carré Albers als huisgenoot.

## Productie

### Achtergrond
Johan Nijenhuis sprak al jaren over een tweede film. In 2002 lagen er al plannen, maar die werden nooit gerealiseerd. Daarna kwam in 2004 naar buiten dat er een prequel zou komen met als titel Costa! 82. Het zou om een musical gaan met Grease en Dirty Dancing als inspiratiebronnen. Het scenario ging over Tracy, de dochter van een projectontwikkelaar die met haar vader naar de Spaanse kust komt.  Vader wil van elke Spaanse bar aan de kust een Hollandse feesttent maken. In een van de panden die hij wil opkopen zit Ronnie, een kraker, die daar een illegale disco runt: The Garage. Uiteraard wordt Tracy hopeloos verliefd op Ronnie. De opnames moesten in de zomer en het najaar van 2004 beginnen, zodat de film in maart 2005, precies vier jaar na de eerste film zou worden uitgebracht. Nijenhuis had Chantal Janzen in gedachten voor de hoofdrol. Uiteindelijk werd ze nooit gekozen, omdat de financiering van de film niet rondkwam.
Wel kreeg Costa! kreeg in hetzelfde jaar dat het uitkwam een vervolg in een televisieserie die vier seizoenen duurde en tussendoor kwam er nog de televisie-special Pista!. Daarna werd het stil, maar vertelde regisseur Karthaus in december 2018 dat hij samen met Diederik Jekel bezig was met een vervolg op de film uit 2001. In maart 2020 lieten Karthaus en Jekel weten dat het definitieve script klaar was Het was de bedoeling dat de film in de zomer van 2020 te gaan opnemen, zodat de film in maart 2021 twintig jaar na de release van Costa! in de bioscopen zou draaien. Echter gooide de Coronapandemie in 2020 roet in het eten en werd het uitgesteld. Eindelijk werd in augustus 2021 de cast bekend gemaakt en dat het filmen eindelijk door kon gaan.

### Opnamen
De opnames gingen van start in het weekend van 22 augustus en duurde tot 5 oktober 2021. Hoewel de film in Salou afspeelt zijn er maar enkele scenes opgenomen in Salou. De meeste buitenopnames vonden plaats in Lloret de Mar, omdat de makers daar een geschikt pand konden vinden die voor de Costa! moest gaan.
Voor de binnenopnames werd er gekozen om twee dagen, op 2 en 3 oktober, te gaan draaien in Dieka in Markelo, de geboorteplaats van Johan Nijenhuis. Dieka is een van de weinige clubs in Nederland die een buitenlands sfeertje heeft en hierdoor een van de beste clubs was die als een Spaanse aanvoelde.

## Filmmuziek
Speciaal voor de film namen Abbey Hoes en Soy Kroon het nummer Samen met jou op. Het was niet de bedoeling om dit nummer fysiek op de markt te brengen, maar door het succes van de film en veel vraag of het nummer ook te streamen viel, werd het nummer op 6 mei 2022 met een bijbehorende videoclip uitgebracht.

## Vervolg
Direct na de release van de film gaven Jon Karthaus en hoofdrolspeler Soy Kroon al aan dat er gesproken werd over een vervolg in vorm van een serie. Echter wordt hier lange tijd niks over gezegd, maar de geruchten blijven aan wanneer Karthaus in het voorjaar van 2023 aangeeft binnenkort voor enkele weken weer naar Spanje vertrekt voor "opnames". Karthaus laat in het midden voor welke productie.
Op 29 juni 2023 werd door Netflix Nederland bekend gemaakt dat er in het najaar van 2023 een vervolg op Costa!! komt in vorm van een serie dat exclusief voor Netflix wordt gemaakt. Oscar Aerts, Sinan Eroglu, Lisa Zweerman en Roeland Fernhout keren terug vanuit de film naar de serie, over de andere acteurs uit de film wordt niet gesproken of ze wel of niet te zien zullen zijn. De cast wordt daarbij ook met Florence Vos Weeda (June), Bo Maerten (Mila), Hamza Othman (Fatih), Joep Paddenburg (Duuk) en Jatou Sumbunu (Zoë) aangesterkt. Ook Katja Schuurman keert terug als Frida, maar onbekend in een hoofd- of gastrol en eventueel om hoeveel afleveringen.
Ook daarna bleef het weer langs stil wanneer het online zou komen. De bedoeling was eerst in het najaar van 2023, wat daarna al snel werd veranderd naar voorjaar 2024. Op 23 april werd bekend gemaakt dat de serie in zijn geheel op 2 mei 2024 online kwam.